# Panaspis annobonensis
Panaspis annobonensis е вид влечуго от семейство Сцинкови (Scincidae). Видът е критично застрашен от изчезване.

## Разпространение
Разпространен е в Екваториална Гвинея (Анобон).